# MP3 Surround

Représentation du format 5.1

Le MP3 Surround est une extension du format MP3 prenant en charge l'audio multicanal et le format 5.1. Il a été développé par l'institut Fraunhofer en collaboration avec Thomson et Agere Systems, puis distribué à partir de 2004,,.

## Caractéristiques
À la différence d'un MP3 classique encodé sur 2 pistes (son stéréo), un MP3 surround est encodé sur 6 pistes, permettant une restitution du son sur 5 enceintes et un caisson de basse. Le format étant rétrocompatible, un fichier MP3 surround peut être lu par un lecteur MP3 standard et être restitué en stéréo. En revanche, seuls les appareils disposant d'un décodeur 6 pistes peuvent restituer tous les canaux dans leur entièreté.
Du fait de son plus grand nombre de canaux et d'informations, un fichier MP3 Surround est 10% à 50% plus lourd qu'un MP3 classique. Il peut être créé à partir de 5 ou 6 pistes audio au format WAV, ou bien de fichiers déjà encodés en 5.1.

## Évolution
Plusieurs compagnies telles que DivX Inc. ou MAGIX ont inclus la prise en charge du format dans leurs logiciels à partir de 2005,. 
En janvier 2006, l'institut Fraunhofer présente deux nouveaux logiciels: Ensonido, permettant la restitution d'effets surround artificiels sur un appareil stéréo, ainsi que MP3 SX qui permet de convertir des fichiers MP3 stéréo en fichiers MP3 surround. 
En 2007, à la suite de la sortie de ces deux logiciels, l'institut Fraunhofer annonce que le format peut désormais s'adresser aux webradios. Un plug-in Winamp est également proposé,. La prise en charge sera ensuite incluse dans le décodeur MPEG de Winamp à partir de la version 5.5.
Ces technologies, et plus particulièrement le logiciel MP3 SX ont permis à Radio Classique d'émettre en format surround 5.1, en parallèle de sa diffusion en stéréo classique,.
La mise à jour logicielle version 2.40 de la PlayStation 3 a introduit la prise en charge des fichiers MP3 Surround sur la console.

## Licence
La licence du format permettait d'encoder gratuitement des fichiers dans le cadre d'une utilisation personnelle et non-commerciale, mais l'encodeur n'était disponible que jusqu'au 31 décembre 2005, date après laquelle les utilisateurs devaient payer une licence pour l'utiliser,.
En 2017, le programme de licence du format prend fin.